# Serra dos Picos
A Serra dos Picos é uma elevação de Portugal Continental, erguendo-se a 566 metros de altitude. Situa-se a Este do concelho de Braga.
Entre esta serra e a Serra do Carvalho nasce o Rio Este.
Existe uma rota pedestre que percorre o lado sul da serra.